# Église de la Sainte-Trinité de Torjok
Pour les articles homonymes, voir Église de la Sainte-Trinité.
L'église de la Sainte-Trinité de Torjok est une église orthodoxe baroque construite en pierre, située dans la ville de Torjok, dans l'oblast de Tver, en Russie européenne. L'édifice est classé dans la liste de l'héritage patrimonial de la Russie d'importance fédérale depuis 1999.

## Géographie
L'église est située dans la ville de Torjok, dans l'oblast de Tver. Elle se trouve dans la rue de la lointe trinité de Torjok.

## Histoire
La première mention d'une église de la Trinité à Torjok est mentionnée en 1625. En 1760, l'église de la Trinité est construite sur le site de l'ancienne, et elle est rénnovée en 1849.
Les autorités soviétiques la fermèrent dans les années 1930, la réouvèrent dans les années 1950 avant de la refermer pendant la même décennie. Elle fut réouverte au début des années 1990, et restituée au patriarchat en 1993.

## Patrimonialité
L'édifice est classé dans la liste de l'héritage patrimonial de la Russie d'importance régionale sous le no 691410187800015.
Elle est de style baroque.